# FC Barcelona (Eishockey)
Der FC Barcelona Hoquei Gel ist die Eishockeyabteilung des im katalanischen Barcelona ansässigen FC Barcelona. Der Klub spielt in der Superliga, der höchsten Eishockeyliga Spaniens.

## Geschichte

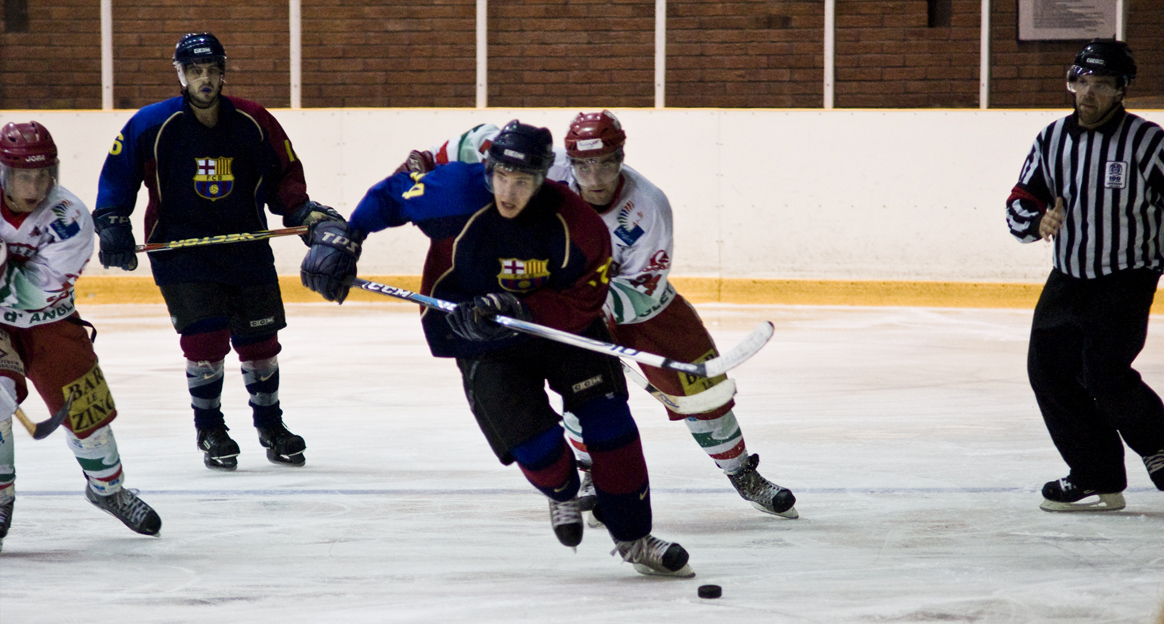
FC Barcelona gegen Anglet Hormadi Élite, September 2008

Die Abteilung Eishockey des FC Barcelona wurde im Januar 1972 gegründet, nachdem der Bau des Eishockeystadions Palau de Gel fertiggestellt war. Den ersten Titel gewann der Verein 1976, als er spanischer Pokalsieger wurde. Mitte der 1980er Jahre wurde die Herrenmannschaft aufgrund fehlender Sponsoreneinnahmen von Präsident Josep Lluís Núñez aufgelöst. Das U20-Team des Clubs gewann 1987 die spanische Juniorenmeisterschaft, die aufgrund der Auslösung der Superliga als höchste Spielklasse gewertet wurde. Im folgenden Jahr konnten die Junioren erneut die Meisterschaft gewinnen.
Erst 1990 nahm der FC Barcelona wieder an der Superliga teil und konnte diese seither dreimal gewinnen. Aufgrund der gewonnenen Meisterschaften war der FC Barcelona für den IIHF Continental Cup spielberechtigt, kam aber bei den bisherigen Teilnahmen nicht über die erste Qualifikationsrunde hinaus.

## Erfolge
- Spanischer Meister 1997, 2002, 2009, 2021 und 2022
- Spanischer Juniorenmeister (U20/U21) 1987, 1988
- Spanischer Pokalsieger 1976, 1977, 1982, 1997, 2015 und 2019
- Teilnahme am IIHF Continental Cup 1997, 2002/03 und 2003/04